# Elecciones regionales de Lima de 2018
Las elecciones regionales de Lima de 2018 se llevaron a cabo el 7 de octubre de 2018 para elegir al gobernador regional, al vicegobernador regional y al Consejo Regional para el periodo 2019-2022. Se celebró simultáneamente con elecciones regionales y municipales (provinciales y distritales) en todo el Perú. La segunda vuelta regional se llevó a cabo el 9 de diciembre de 2018.
Durante la primera vuelta, los candidatos Javier Gonzales del Valle (Patria Joven) y Ricardo Chavarría Oría (Fuerza Regional) obtuvieron las dos primeras minorías y pasaron al balotaje. En este, Ricardo Chavarría Oría obtuvo el 60.97% de votos válidos y resultó electo como gobernador regional de Lima.

## Sistema electoral
El Gobierno Regional de Lima es el órgano administrativo y de gobierno del departamento de Lima, a excepción de la provincia homónima. Está compuesto por el gobernador regional, el vicegobernador regional y el Consejo Regional.
La votación se realiza en base al sufragio universal, que comprende a todos los ciudadanos nacionales mayores de dieciocho años, empadronados y residentes en el departamento de Lima y en pleno goce de sus derechos políticos.
El gobernador y vicegobernador regional son elegidos por sufragio directo. Para que un candidato sea proclamado ganador debe obtener no menos de 30 % de votos válidos. En caso ningún candidato logre ese porcentaje en la primera vuelta electoral, los dos candidatos más votados participan en una segunda vuelta o balotaje. No hay reelección inmediata de gobernadores regionales.
El Consejo Regional de Lima está compuesto por 13 consejeros elegidos por sufragio directo para un período de cuatro (4) años. La votación es por lista cerrada y bloqueada. Cada provincia del departamento de Lima constituye una circunscripción electoral. Se asigna a la lista ganadora los escaños según el método d'Hondt. La distribución y el número de consejeros regionales es la siguiente:
| Circunscripción                                    | Escaños | Mapa |
| -------------------------------------------------- | ------- | ---- |
| Cajatambo(+1), Cañete(+1), Huaura(+1) y Yauyos(+1) | 2       |      |
| Barranca, Canta, Huaral, Huarochirí y Oyón         | 1       |      |

## Composición del Consejo Regional de Lima
La siguiente tabla muestra la composición del Consejo Regional de Lima antes de las elecciones.
| Partidos | Partidos                                        | Consejeros |
| -------- | ----------------------------------------------- | ---------- |
|          | Patria Joven                                    | 3          |
|          | Alianza para el Progreso                        | 3          |
|          | Concertación para el Desarrollo Regional - Lima | 2          |
|          | Fuerza Regional                                 | 1          |

## Partidos y candidatos
A continuación se muestra una lista de los principales partidos y alianzas electorales que participaron en las elecciones:
| Candidatura | Candidatura | Partidos y alianzas                                           | Candidato | Candidato                          | Ideología                                                          | Resultado previo | Resultado previo | Ref. |
| Candidatura | Candidatura | Partidos y alianzas                                           | Candidato | Candidato                          | Ideología                                                          | Votos (%)        | Con.             | Ref. |
| ----------- | ----------- | ------------------------------------------------------------- | --------- | ---------------------------------- | ------------------------------------------------------------------ | ---------------- | ---------------- | ---- |
|             | CDR         | Lista - Concertación para el Desarrollo Regional - Lima (CDR) |           | Santos Quispe Murga                | Regionalismo limeño                                                | 19.15%           | 2                |      |
|             | PJ          | Lista - Patria Joven (PJ)                                     |           | Javier Alvarado Gonzales del Valle | Regionalismo limeño                                                | 13.67%           | 3                |      |
|             | FP          | Lista - Fuerza Popular (FP)                                   |           | Lita Román Bustinza                | Fujimorismo Conservadurismo social Populismo de derecha            | 12.91%           | 0                |      |
|             | APP         | Lista - Alianza para el Progreso (APP)                        |           | Marcial Palomino García Milla      | Liberalismo económico Conservadurismo liberal Populismo de derecha | 11.80%           | 3                |      |
|             | FR          | Lista - Fuerza Regional (FR)                                  |           | Ricardo Chavarría Oría             | Regionalismo limeño                                                | 11.75%           | 1                |      |
|             | UCL         | Lista - Movimiento Regional Unidad Cívica Lima (UCL)          |           | Rosa Vásquez Cuadrado              | Regionalismo limeño                                                | 11.33%           | 0                |      |
|             | SU          | Lista - Siempre Unidos (SU)                                   |           | Victoriano Huerta Olivas           | Partido atrapalotodo                                               | 4.30%            | 0                |      |
|             | AP          | Lista - Acción Popular (AP)                                   |           | Jorge Koechlin von Stein           | Partido atrapalotodo                                               | 2.33%            | 0                |      |
|             | JP          | Lista - Juntos por el Perú (JP)                               |           | José de la Cruz Ponce              | Socialismo democrático Progresismo                                 | 0.65%            | 0                |      |
|             | PPC         | Lista - Partido Popular Cristiano (PPC)                       |           | Miriam Chilcón Silva               | Democracia cristiana Conservadurismo social Liberalismo económico  | Nuevo            | Nuevo            |      |
|             | Frepap      | Lista - Frente Popular Agrícola del Perú (Frepap)             |           | Joaquín Mantilla Cusi              | Israelismo Fundamentalismo cristiano Populismo                     | Nuevo            | Nuevo            |      |
|             | SP          | Lista - Somos Perú (SP)                                       |           | Marino Llanos Coca                 | Democracia cristiana Conservadurismo social                        | Nuevo            | Nuevo            |      |
|             | PPS         | Lista - Perú Patria Segura (PPS)                              |           | Juan Chong Campana                 | Conservadurismo liberal Liberalismo económico                      | Nuevo            | Nuevo            |      |
|             | PN          | Lista - Perú Nación (PN)                                      |           | Héctor Valer Pinto                 | Conservadurismo social Democracia cristiana                        | Nuevo            | Nuevo            |      |
|             | PL          | Lista - Perú Libertario (PL)                                  |           | Osmán Mancisidor Vega              | Socialismo del siglo XXI Marxismo-leninismo Mariateguismo          | Nuevo            | Nuevo            |      |
|             | AvP         | Lista - Avanza País (AvP)                                     |           | Segundo Sánchez Vásquez            | Conservadurismo liberal Liberalismo clásico                        | Nuevo            | Nuevo            |      |
|             | PP          | Lista - Podemos por el Progreso del Perú (PP)                 |           | Óscar Vega Remigio                 | Conservadurismo social Populismo Nacionalismo                      | Nuevo            | Nuevo            |      |
|             | TxC         | Lista - Todos por el Cambio (TxC)                             |           | Manuel Chinchay Febres             | Regionalismo limeño                                                | Nuevo            | Nuevo            |      |

## Sondeos de opinión
Las siguientes tablas enumeran las estimaciones de la intención de voto en orden cronológico inverso, mostrando las más recientes primero y utilizando las fechas en las que se realizó el trabajo de campo de la encuesta. Cuando se desconocen las fechas del trabajo de campo, se proporciona la fecha de publicación.
Leyenda:
     Sondeo realizado en el periodo de prohibición legal de la difusión de sondeos de intención de voto.

### Balotaje

#### Intención de voto
La siguiente tabla enumera las estimaciones ponderadas (sin incluir votos en blanco y nulos) de la intención de voto.
|                               |                |     |      |      |      |  |  |  |  |  |  |
| Elecciones regionales de 2018 | 9 dic 2018     | —   | 65.4 | 34.6 | 30.8 |  |  |  |  |  |  |
|                               |                |     |      |      |      |  |  |  |  |  |  |
| Sensor                        | 26–30 nov 2018 | 500 | 66.7 | 33.3 | 33.4 |  |  |  |  |  |  |
| Sensor                        | 22–25 oct 2018 | 500 | 61.4 | 38.6 | 22.8 |  |  |  |  |  |  |

#### Preferencias de voto
La siguiente tabla enumera las preferencias de voto en bruto (incluyendo blancos, viciados y sin respuesta) y no ponderadas.
|                               |                |     |      |      |      |    |      |  |  |  |  |
| Elecciones regionales de 2018 | 9 dic 2018     | —   | 58.4 | 31.0 | 10.6 | –  | 24.4 |  |  |  |  |
|                               |                |     |      |      |      |    |      |  |  |  |  |
| Sensor                        | 26–30 nov 2018 | 500 | 60   | 30   | –    | 10 | 30   |  |  |  |  |
| Sensor                        | 22–25 oct 2018 | 500 | 43   | 27   | –    | 30 | 16   |  |  |  |  |

### Primera vuelta

#### Intención de voto
La siguiente tabla enumera las estimaciones ponderadas (sin incluir votos en blanco y nulos) de la intención de voto.
|                               |            |   |      |      |      |      |      |     |     |  |  |
| Elecciones regionales de 2018 | 7 oct 2018 | — | 17.5 | 15.2 | 12.4 | 10.2 | 9.4  | 8.0 | 2.3 |  |  |
|                               |            |   |      |      |      |      |      |     |     |  |  |
| Ipsos Perú/América            | 7 oct 2018 | ? | 16.6 | 14.7 | –    | 11.4 | 10.3 | –   | 1.9 |  |  |
| Datum Internacional/Latina    | 7 oct 2018 | ? | 15.9 | 17.1 | 10.4 | 10.6 | –    | –   | 1.2 |  |  |
| Ipsos Perú/América            | 7 oct 2018 | ? | 15.4 | 12.6 | –    | 11.8 | 11.0 | –   | 2.8 |  |  |
| Datum Internacional/Latina    | 7 oct 2018 | ? | 15.1 | 16.4 | 9.8  | 9.8  | 9.8  | 7.4 | 1.3 |  |  |

## Resultados

### Gobierno Regional de Lima
| Candidatos           | Candidatos                         | Partidos y coaliciones                                | Primera vuelta 7 oct 2018 | Primera vuelta 7 oct 2018 | Balotaje 9 dic 2018 | Balotaje 9 dic 2018 |  |
| Candidatos           | Candidatos                         | Partidos y coaliciones                                | Votos                     | %                         | Votos               | %                   |  |
| -------------------- | ---------------------------------- | ----------------------------------------------------- | ------------------------- | ------------------------- | ------------------- | ------------------- |  |
|                      | Ricardo Chavarría Oría             | Fuerza Regional (FR)                                  | 73,851                    | 15.23                     | 335,413             | 65.35               |  |
|                      | Javier Alvarado Gonzales del Valle | Patria Joven (PJ)                                     | 84,746                    | 17.47                     | 177,834             | 34.65               |  |
|                      | Rosa Vásquez Cuadrado              | Movimiento Regional Unidad Cívica Lima (UCL)          | 60,325                    | 12.44                     |                     |                     |  |
|                      | Marcial Palomino García Milla      | Alianza para el Progreso (APP)                        | 49,867                    | 10.28                     |                     |                     |  |
|                      | Marino Llanos Coca                 | Somos Perú (SP)                                       | 45,704                    | 9.42                      |                     |                     |  |
|                      | Santos Quispe Murga                | Concertación para el Desarrollo Regional - Lima (CDR) | 38,567                    | 7.95                      |                     |                     |  |
|                      | Lita Román Bustinza                | Fuerza Popular (FP)                                   | 34,554                    | 7.13                      |                     |                     |  |
|                      | Jorge Koechlin von Stein           | Acción Popular (AP)                                   | 33,285                    | 6.86                      |                     |                     |  |
|                      | Joaquín Mantilla Cusi              | Frente Popular Agrícola del Perú (Frepap)             | 12,272                    | 2.53                      |                     |                     |  |
|                      | Juan Chong Campana                 | Perú Patria Segura (PPS)                              | 9,703                     | 2.00                      |                     |                     |  |
|                      | Óscar Vega Remigio                 | Podemos por el Progreso del Perú (PP)                 | 8,659                     | 1.79                      |                     |                     |  |
|                      | Manuel Chinchay Febres             | Todos por el Cambio (TxC)                             | 8,513                     | 1.76                      |                     |                     |  |
|                      | Osmán Mancisidor Vega              | Perú Libertario (PL)                                  | 5,475                     | 1.13                      |                     |                     |  |
|                      | Segundo Sánchez Vásquez            | Avanza País (AvP)                                     | 5,221                     | 1.08                      |                     |                     |  |
|                      | Victoriano Huerta Olivas           | Siempre Unidos (SU)                                   | 4,480                     | 0.92                      |                     |                     |  |
|                      | José de la Cruz Ponce              | Partido Popular Cristiano (PPC)                       | 3,885                     | 0.80                      |                     |                     |  |
|                      | José de la Cruz Ponce              | Juntos por el Perú (JP)                               | 3,624                     | 0.75                      |                     |                     |  |
|                      | Héctor Valer Pinto                 | Perú Nación (PN)                                      | 2,237                     | 0.46                      |                     |                     |  |
|                      |                                    |                                                       |                           |                           |                     |                     |  |
| Total                | Total                              | Total                                                 | 484,968                   |                           | 513,247             |                     |  |
|                      |                                    |                                                       |                           |                           |                     |                     |  |
| Votos válidos        | Votos válidos                      | Votos válidos                                         | 484,968                   | 79.38                     | 513,247             | 89.45               |  |
| Votos en blanco      | Votos en blanco                    | Votos en blanco                                       | 65,803                    | 10.77                     | 16,130              | 2.81                |  |
| Votos nulos          | Votos nulos                        | Votos nulos                                           | 60,150                    | 9.85                      | 44,434              | 7.74                |  |
| Votos emitidos       | Votos emitidos                     | Votos emitidos                                        | 610,921                   | 83.01                     | 573,811             | 77.97               |  |
| Abstenciones         | Abstenciones                       | Abstenciones                                          | 125,011                   | 16.99                     | 162,121             | 22.03               |  |
| Votantes registrados | Votantes registrados               | Votantes registrados                                  | 735,932                   |                           | 735,932             |                     |  |
|                      |                                    |                                                       |                           |                           |                     |                     |  |
| Fuente:              |                                    |                                                       |                           |                           |                     |                     |  |

### Consejo Regional de Lima

#### Sumario general
| |                                                       |              |              |              |         |         |  |
| Partidos y coaliciones                                                                                      | Partidos y coaliciones                                | Voto popular | Voto popular | Voto popular | Escaños | Escaños |  |
| Partidos y coaliciones                                                                                      | Partidos y coaliciones                                | Votos        | %            | ±pp          | Total   | +/−     |  |
| | Patria Joven (PJ)                                     | 73,139       | 15.88        | +1.08        | 4       | +1      |  |
| | Fuerza Regional (FR)                                  | 63,138       | 13.71        | +7.77        | 2       | +1      |  |
| | Alianza para el Progreso (APP)                        | 53,761       | 11.67        | –0.79        | 3       | ±0      |  |
| | Movimiento Regional Unidad Cívica Lima (UCL)          | 48,905       | 10.62        | –0.30        | 2       | +2      |  |
| | Concertación para el Desarrollo Regional - Lima (CDR) | 42,129       | 9.15         | –8.65        | 1       | –1      |  |
| | Somos Perú (SP)                                       | 37,735       | 8.19         | n/a          | 0       | ±0      |  |
| | Fuerza Popular (FP)                                   | 36,396       | 7.90         | –5.82        | 1       | +1      |  |
| | Acción Popular (AP)                                   | 34,138       | 7.41         | n/a          | 0       | ±0      |  |
| | Frente Popular Agrícola del Perú (Frepap)             | 12,406       | 2.69         | Nuevo        | 0       | ±0      |  |
| | Perú Patria Segura (PPS)                              | 11,533       | 2.50         | Nuevo        | 0       | ±0      |  |
| | Podemos por el Progreso del Perú (PP)                 | 9,996        | 2.17         | Nuevo        | 0       | ±0      |  |
| | Todos por el Cambio (TxC)                             | 9,768        | 2.12         | Nuevo        | 0       | ±0      |  |
| | Avanza País (AvP)                                     | 5,790        | 1.26         | Nuevo        | 0       | ±0      |  |
| | Siempre Unidos (SU)                                   | 5,177        | 1.12         | –2.99        | 0       | ±0      |  |
| | Perú Libertario (PL)                                  | 5,147        | 1.12         | Nuevo        | 0       | ±0      |  |
| | Juntos por el Perú (JP)1                              | 4,222        | 0.92         | +0.14        | 0       | ±0      |  |
| | Partido Popular Cristiano (PPC)                       | 4,190        | 0.91         | n/a          | 0       | ±0      |  |
| | Perú Nación (PN)                                      | 3,063        | 0.66         | Nuevo        | 0       | ±0      |  |
| |                                                       |              |              |              |         |         |  |
| Total | Total                                                 | 460,633      |              |              | 13      | +4      |  |
| |                                                       |              |              |              |         |         |  |
| Votos válidos                                                                                               | Votos válidos                                         | 460,633      | 75.40        | –3.60        |         |         |  |
| Votos en blanco                                                                                             | Votos en blanco                                       | 94,095       | 15.40        | +1.81        |         |         |  |
| Votos nulos                                                                                                 | Votos nulos                                           | 56,193       | 9.20         | +1.80        |         |         |  |
| Votos emitidos                                                                                              | Votos emitidos                                        | 610,921      | 83.01        | –2.98        |         |         |  |
| Abstenciones                                                                                                | Abstenciones                                          | 125,011      | 16.99        | +2.98        |         |         |  |
| Votantes registrados                                                                                        | Votantes registrados                                  | 735,932      |              |              |         |         |  |
| |                                                       |              |              |              |         |         |  |
| Fuente: |                                                       |              |              |              |         |         |  |
| Notas al pie: 1 Comparado con los resultados del Partido Humanista Peruano (PHP) en las elecciones de 2014. |                                                       |              |              |              |         |         |  |
| Notas al pie:                                                                                               |                                                       |              |              |              |         |         |  |
| 1 Comparado con los resultados del Partido Humanista Peruano (PHP) en las elecciones de 2014.               |                                                       |              |              |              |         |         |  |

#### Resultados por provincia
| Provincia  | PJ       | PJ   | FR   | FR   | APP  | APP | UCL  | UCL | CDR  | CDR  | SP   | SP   | FP   | FP  | AP  | AP   | Frepap | Frepap | PPS | PPS | PP  | PP  | TxC | TxC | AvP | AvP |   |
| Provincia  | %        | E    | %    | E    | %    | E   | %    | E   | %    | E    | %    | E    | %    | E   | %   | E    | %      | E      | %   | E   | %   | E   | %   | E   | %   | E   |   |
| ---------- | -------- | ---- | ---- | ---- | ---- | --- | ---- | --- | ---- | ---- | ---- | ---- | ---- | --- | --- | ---- | ------ | ------ | --- | --- | --- | --- | --- | --- | --- | --- | - |
| Provincia  | Barranca | 14.8 | –    | 16.3 | 1    | 7.6 | –    |     |      | 11.2 | –    | 13.3 | –    | 5.2 | –   | 11.3 | –      | 4.8    | –   | 2.5 | –   | 1.7 | –   | 2.0 | –   | 2.9 | – |
| Cajatambo  | 26.2     | 1    | 10.2 | –    | 18.2 | 1   | 11.9 | –   | 16.7 | –    | 0.8  | –    | 4.3  | –   | 3.1 | –    | 0.4    | –      | 1.5 | –   | 0.9 | –   | 0.1 | –   | 0.4 | –   |   |
| Canta      | 27.4     | 1    | 11.2 | –    | 18.8 | –   | 8.7  | –   | 3.7  | –    | 1.2  | –    | 1.2  | –   | 2.2 | –    | 10.5   | –      |     |     | 0.6 | –   | 3.2 | –   | 0.7 | –   |   |
| Cañete     | 21.3     | 1    | 13.0 | –    | 17.4 | 1   | 8.6  | –   | 1.2  | –    | 5.6  | –    | 7.7  | –   | 7.4 | –    | 3.6    | –      | 2.5 | –   | 3.6 | –   | 0.7 | –   | 2.2 | –   |   |
| Huaral     | 8.3      | –    | 25.0 | 1    | 4.9  | –   | 10.8 | –   | 13.2 | –    | 5.1  | –    | 9.5  | –   | 8.4 | –    | 1.1    | –      | 3.2 | –   | 1.0 | –   | 3.5 | –   | 0.3 | –   |   |
| Huarochirí | 26.5     | 1    | 1.1  | –    | 12.2 | –   | 17.6 | –   | 5.4  | –    | 5.7  | –    | 5.8  | –   | 7.4 | –    | 3.6    | –      | 3.0 | –   | 2.3 | –   | 5.0 | –   | 0.2 | –   |   |
| Huaura     | 10.9     | –    | 10.1 | –    | 12.2 | –   | 14.9 | 1   | 15.1 | 1    | 12.1 | –    | 8.5  | –   | 5.4 | –    | 1.2    | –      | 2.3 | –   | 2.4 | –   | 1.1 | –   | 0.5 | –   |   |
| Oyón       | 20.7     | –    | 4.3  | –    | 29.8 | 1   | 7.3  | –   | 16.4 | –    | 5.3  | –    | 11.5 | –   | 1.1 | –    | 0.4    | –      | 0.2 | –   |     |     | 0.2 | –   | 1.5 | –   |   |
| Yauyos     | 15.6     | –    | 14.3 | –    | 5.5  | –   | 18.1 | 1   | 4.1  | –    | 11.4 | –    | 16.2 | 1   | 5.6 | –    | 1.5    | –      | 0.3 | –   | 0.5 | –   | 3.8 | –   | 1.7 | –   |   |
| Total      | 15.9     | 4    | 13.7 | 2    | 11.7 | 3   | 10.6 | 2   | 9.1  | 1    | 8.2  | –    | 7.9  | 1   | 7.4 | –    | 2.7    | –      | 2.5 | –   | 2.2 | –   | 2.1 | –   | 1.3 | –   |   |

### Autoridades electas
| Cargo                                       | Autoridad electa | Autoridad electa              | Partido político | Partido político                                |
| ------------------------------------------- | ---------------- | ----------------------------- | ---------------- | ----------------------------------------------- |
| Gobernador Regional de Lima                 |                  | Ricardo Chavarría Oría        |                  | Fuerza Regional                                 |
| Vicegobernador Regional de Lima             |                  | Francisco Rubén Ruiz Gonzales |                  | Fuerza Regional                                 |
| Consejero Regional de Lima (por Barranca)   |                  | Teófilo Garay Sánchez         |                  | Fuerza Regional                                 |
| Consejero Regional de Lima (por Cajatambo)  |                  | Abel Caquipoma Reyes          |                  | Patria Joven                                    |
| Consejero Regional de Lima (por Cajatambo)  |                  | Vicente Rivera Loarte         |                  | Alianza para el Progreso                        |
| Consejero Regional de Lima (por Canta)      |                  | Amador Seras Reinoso          |                  | Patria Joven                                    |
| Consejero Regional de Lima (por Cañete)     |                  | Carlos Faustino Calderón      |                  | Patria Joven                                    |
| Consejero Regional de Lima (por Cañete)     |                  | Alcibíades Beltrán Gutiérrez  |                  | Alianza para el Progreso                        |
| Consejero Regional de Lima (por Huaral)     |                  | Jorge Arrieta Camacho         |                  | Fuerza Regional                                 |
| Consejero Regional de Lima (por Huarochirí) |                  | Hernando Livia Bartolo        |                  | Patria Joven                                    |
| Consejero Regional de Lima (por Huaura)     |                  | Eugenio Huaranga Cano         |                  | Concertación para el Desarrollo Regional - Lima |
| Consejero Regional de Lima (por Huaura)     |                  | Víctor Terrones Mayta         |                  | Movimiento Regional Unidad Cívica Lima          |
| Consejero Regional de Lima (por Oyón)       |                  | Wilder Velarde Campos         |                  | Alianza para el Progreso                        |
| Consejero Regional de Lima (por Yauyos)     |                  | Juan Reyes Ysla               |                  | Movimiento Regional Unidad Cívica Lima          |
| Consejero Regional de Lima (por Yauyos)     |                  | Jesús Quispe Galván           |                  | Fuerza Popular                                  |